# Escut del Forcall
L'escut del Forcall és un símbol representatiu oficial del Forcall, municipi del País Valencià, a la comarca dels Ports. Té el següent blasonament:
| « | Escut quadrilong de punta redona. En camp d'or, quatre pals de gules. Al tot carregat d'un montfloré d'argent. Al timbre, corona reial oberta. | » |

## Història
L'escut fou rehabilitat per Resolució de 3 de setembre de 2003, del conseller de Justícia i Administracions Públiques, publicada en el DOGV núm. 4.591, de 19 de setembre de 2003. Es tracta d'un escut històric d'ús immemorial.
L'escut presenta el senyal dels quatre pals, ja que històricament pertanyia a la vila reial de Morella. El mont floronat d'argent fa referència a l'antic nom de la localitat, Puig Blanc, anterior a la seva carta de poblament, atorgada el 2 de maig de 1246.